# Martyrologe d'Usuard

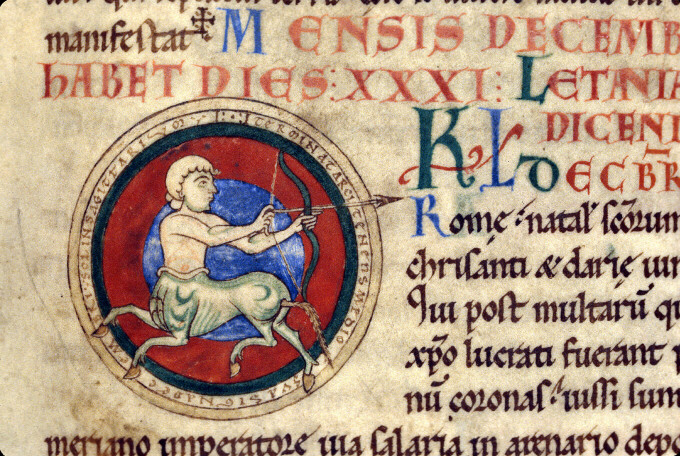
Détail du martyrologe d'Usuard se trouvant à la bibliothèque de Dijon.

Le martyrologe d’Usuard est une liste de saints compilée au IXe siècle par Usuard, un moine bénédictin de l'abbaye Saint-Germain-des-Prés, près de Paris.  Très répandu tout au long du Moyen Âge il servit de source principale à la composition du Martyrologe romain, premier martyrologe officiel de l’Église catholique. 

## Origine
Le compilateur, Usuard (mort vers 875), est un moine bénédictin de l’abbaye Saint-Germain-des-Prés, près de Paris.  Sans doute écolâtre ou chroniqueur de son abbaye Usuard a laissé parmi ses écrits un martyrologe que, vers la fin de sa vie, il dédicaça à Charles le Chauve. Les deux martyrologes - d’Adon et d’Usuard - sont quasi contemporains et ont des similitudes.  Ils ne sont pas indépendants l’un de l’autre. Plus court et mieux adapté à l’usage liturgique ce martyrologe est une sélection faite à partir de celui d’Adon de Vienne. 
C’est ainsi que le martyrologe d’Usuard eut la faveur des monastères et églises tout au long du Moyen Âge. En témoignent les nombreuses copies faites, dont plusieurs exemplaires ont survécu. Ce martyrologe synthétise des éléments du vieux martyrologe hiéronymien, du martyrologe d'Adon de Vienne, et d'une version lyonnaise augmentée de celui de Bède, attribuée à l'archidiacre Florus de Lyon. Il contient onze cent soixante-sept brèves notices hagiographiques.

## Éditions
Le martyrologe d'Usuard fut imprimé pour la première fois à Lübeck en 1475. Les éditions qui suivent ont été faites à partir du manuscrit dit « original » (ms. Paris, B.N. lat. 13745), considéré comme le plus fiable, même s’il n’est pas l’original. 
- Édition de Jacques Bouillart, Paris, 1718 ;
- Édition de Moleiro, reproduction du Martyrologe d'Usuard, musée diocésain de Gérone,  (ISBN 978-84-88526-36-6) ;
- Édition des bollandistes (Jean-Baptiste du Sollier), dans Acta Sanctorum de juin, vol.VI ;
- Édition de la Patrologia Latina (Abbé Migne), vol.123 et 124.
- Édition. J. Dubois, Le martyrologe d'Usuard. Texte et commentaire, (Subsidia hagiographica, N°40), Bruxelles, Société des bollandistes, 1965.